# 陈刚 (1907年)
陈刚（1907年—1967年6月7日），原名刘镇，又名作抚，又名易尔士，四川省富顺县人。中国共产党高级领导干部，长期负责中央交通、安全、情报工作。建国后任四川省委副书记、西南局书记处书记、贵州省委第三书记等职。

## 生平
1925年反对家庭包办婚姻，离家出走，考入北京中国大学预科班。在李大钊的影响下参加革命。1927年加入中国共产党，任中共中国大学支部小组长、支部干事，北京西区暴动总指挥，被捕入狱，组织领导越狱暴动。1928年夏，二次北伐胜利，奉系军阀败退出关，陈刚获救出狱。1928年8月，赴江西苏区工作，先后任江西工农红军七十九纵队党代表、赣西南特委委员兼秘书长、吉水县县委书记、江西省委委员、江西省委巡视员、中央巡视员。
1930年8月，受周恩来派遣，任中央提款委员，多次赴江西、闽西、湘东南等苏区，为在上海的党中央提款。
「富田事变」爆发时，曾被起事的部队扣押，后被释放回到上海中央。
1931年5月，上海党组织遭到严重破坏，陈刚调任中央交通局局长，负责国际国内情报和交通联络工作。以开设木器店为掩护建立中心联络点。1935年5月，陈刚赴莫斯科出席共产国际第七次代表大会，随后留国际列宁学校学习。
抗日战争爆发前夕，受共产国际派遣回国到上海秘密工作。后因形势恶化，无法接上关系。1937年底，取道新疆到达延安，改名陈刚，被分配到安全、情报和反情报部门工作。后受中共中央派遣赴新疆迪化执行接运任务。后任中央社会部第二室主任。在延安大生产运动中，兼任中央机关生产委员会主任，筹组枣园农场，参加农场管理和田间劳动，组织运输队解决生产供应问题，荣获边区特等劳动模范称号。参加中共七大。1945年任中社部副部长。
抗战胜利后，1945年10月率领枣园中央机关干部百余人奔赴东北。任依勃桦中心县委副书记、勃利地委委员、桦南县委书记等职。1948年，任吉林市委常委兼朝阳区委书记、长春市委民运部长。1948年底，调任中央社会部副部长，随中央机关进驻北平。1949年，任解放军西南服务团大队政委、川南区党委委员兼内江地委书记。
1952年秋任四川省委城市工作委员会副书记兼水上工作委员会书记、四川省委副书记（持四川工业工作）、四川省职工工作委员会书记、四川省委书记处书记、中央监察委员会委员兼驻西南局监察组长、西南局书记处书记。1964年10月参加领导对贵州省的“大四清”，任贵州省委第三书记。1965年2月9日，中共中央首先免去陈刚的贵州省委代理第三书记的职务，任命西南局第一书记李井泉的老部下贾启允任贵州省委第三书记，4月任第一书记。1967年6月7日，文革期间，陈刚遭造反派關押半年多後在四川去世。